# Carl F. W. Borgward
Carl Friedrich Wilhelm Borgward (10. listopadu 1890 Altona/Elbe – 28. července 1963 Brémy) byl německý inženýr a podnikatel. Jím založená automobilová společnost Borgward byla v 50. letech 20. století největším zaměstnavatelem v Brémách. Skupina zastřešující značky Borgward, Hansa, Goliath a Lloyd zkrachovala v roce 1961.